# Mémorial de l'Armée noire
Le Mémorial de l’Armée noire est un monument érigé, à la mémoire de tous les soldats noirs de l'armée française, à Fréjus, dans le département du Var. Inauguré en 1994, il est l’œuvre d'Yvon Guidez, élève du sculpteur César.

## Historique
C'est à l’occasion du cinquantième anniversaire du débarquement de Provence que le monument a été inauguré. Il fait écho au Monument aux héros de l'Armée noire, de Reims érigé en 1924, détruit en 1940 et réédifié en 2013. Fréjus accueillit la plus importante garnison de soldats africains à partir de 1915.
200 000 soldats de l’Afrique-Occidentale française ont combattu pendant la Première Guerre mondiale, dont plus de 135 000 en Europe. 30 000 d'entre eux sont morts au combat, de maladie ou des suite de leurs blessures.

## Caractéristiques
Le monument, érigé en bord de mer, est composé de cinq soldats de bronze dans des attitudes multiples  et d'un officier blanc tenant le drapeau français. Il repose sur un socle en pierre.
L’épitaphe rédigée par Léopold Sédar Senghor, ancien président de la République du Sénégal et écrivain de langue française : « Passants, ils sont tombés fraternellement unis pour que tu restes français ».

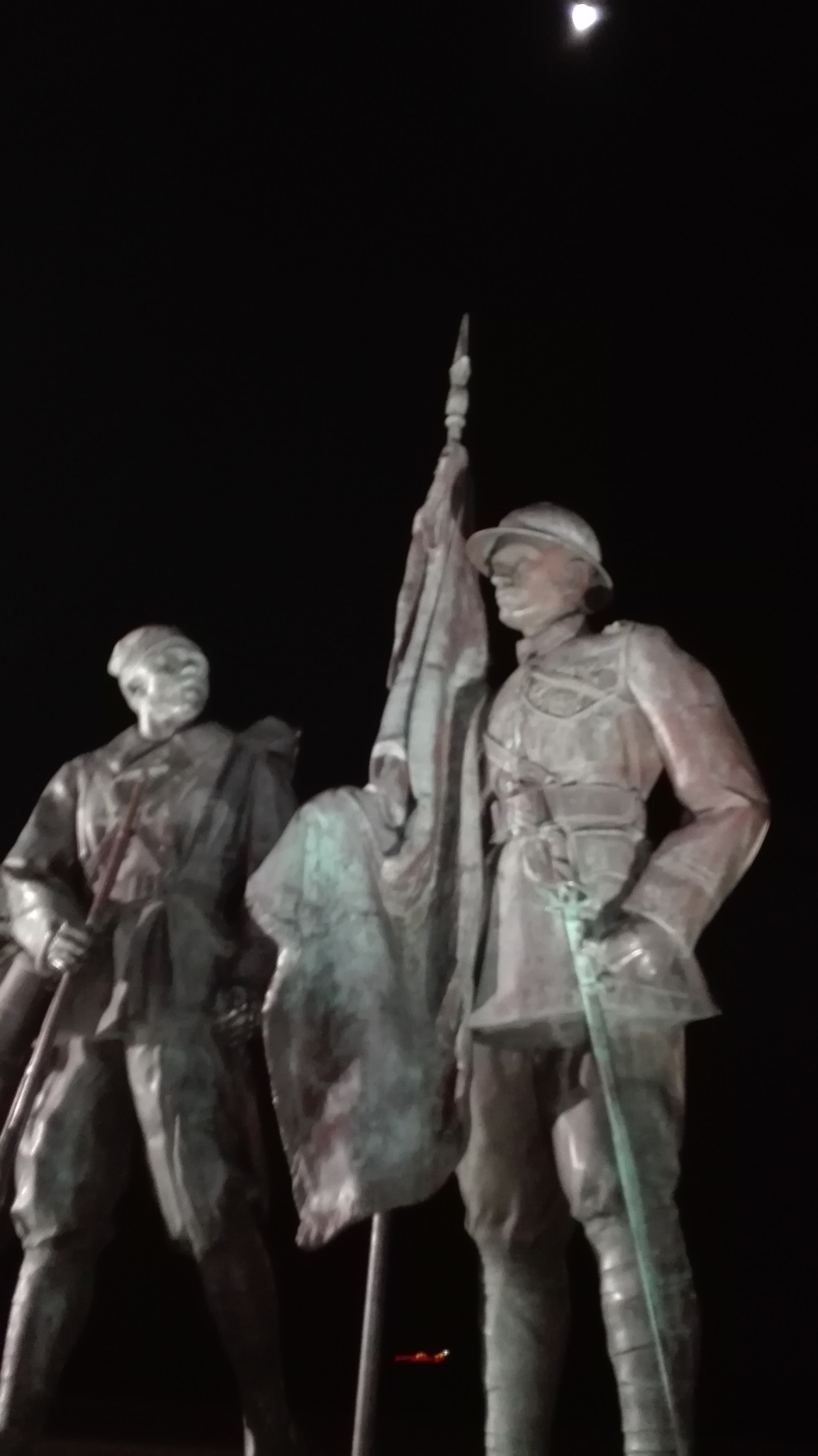
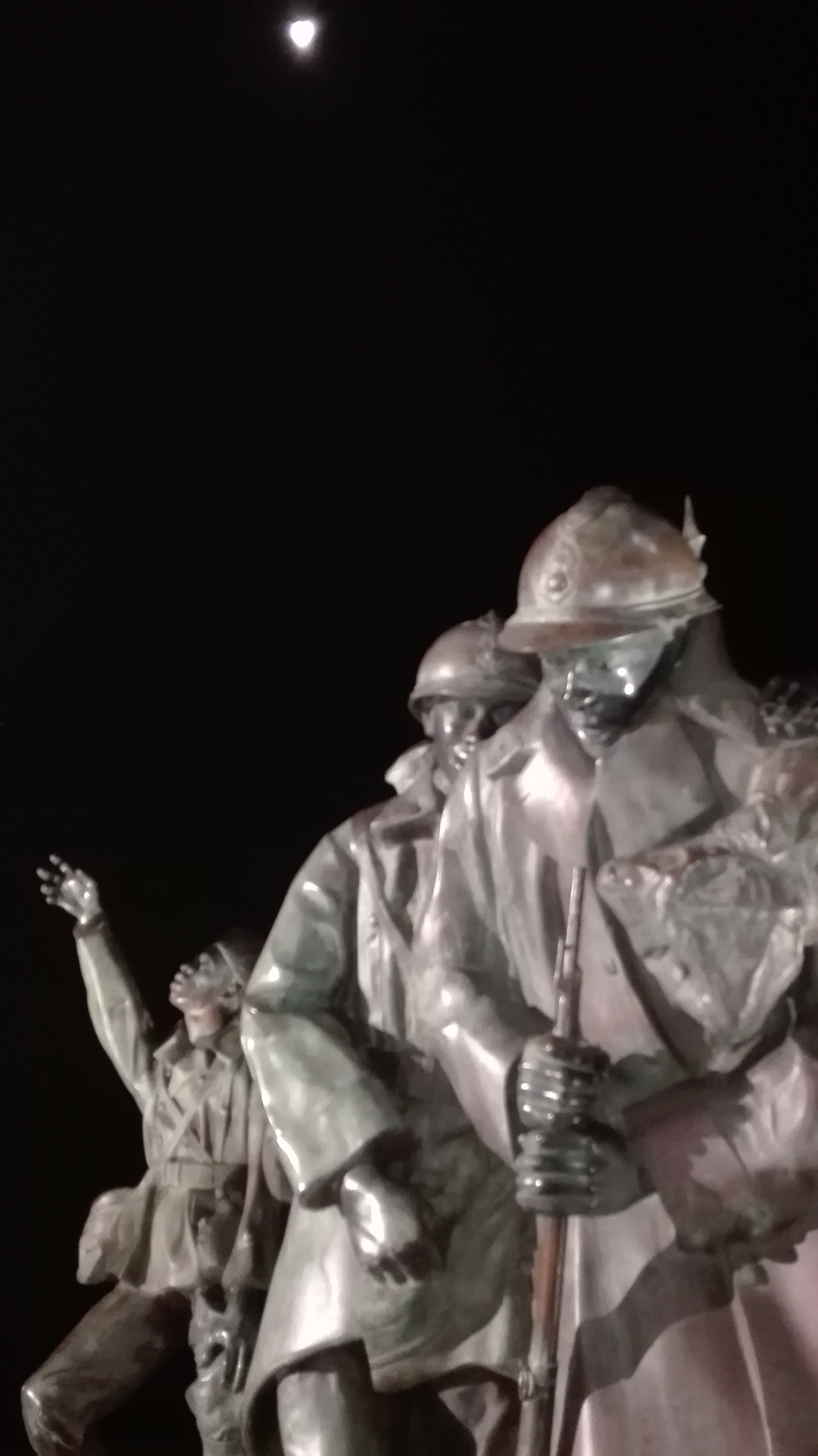
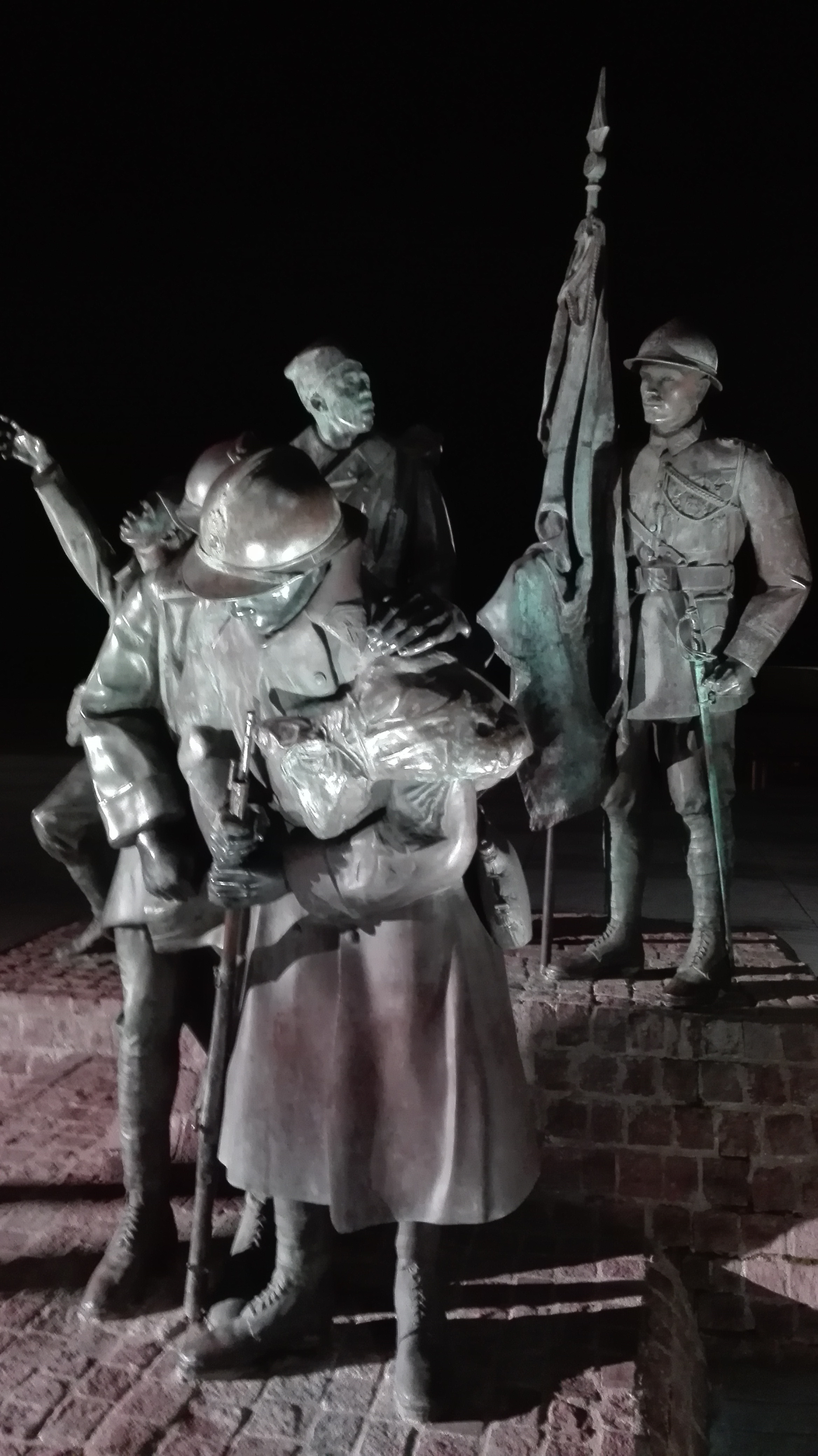